# Henrik Jørgen Huitfeldt-Kaas
Henrik Jørgen Huitfeldt-Kaas, född 2 februari 1834 i Kristiania (nuvarande Oslo), död där 18 maj 1905, var en norsk arkivman. Han var far till Hans Emil Huitfeldt-Kaas.
Huitfeldt-Kaas blev arkivfullmäktig 1868 och riksarkivarie 1896. Huitfeldt-Kaas författade ett flertal genealogiska och personhistoriska uppsatser och bedrev en betydande utgivarverksamhet, bland annat utgav han i samarbete med Carl Richard Unger ett tiotal band av Diplomatarium norvegicum samt vidare Norske Regnskaber og Jordebøger fra 16. Aarhundrede (3 band, 1885-96), Statholderskabets Extraktprotokol af Supplicationer og Resolutioner 1642-52 (1896-). Han påbörjade utgivandet av det stora verket Norske Sigiller fra Middelalderen (1899-).